# Philippe Hardy (skieur alpin)
Pour les articles homonymes, voir Philippe Hardy et Hardy.
 Philippe Hardy, né le 5 juillet 1954 à Mazagan (Maroc) et mort le 28 septembre 1984 à Orelle, est un skieur alpin français.

## Biographie
Dans ses jeunes années, il pratique le ski dans la micro-station du Freney, dans le développement de la laquelle son père s'est investi.
En 1972 à Madonna di Campiglio il devient vice-champion d'Europe juniors de slalom géant.
En avril 1975, il remporte le slalom de l'Universiade d'hiver à Livigno, et prend la seconde place du combiné.
Il réalise son premier top-10 en Coupe du monde en prenant la 10e place du slalom de Garmisch-Partenkirchen en janvier 1976. Le mois suivant il participe aux jeux olympiques d'Innsbrück ou il se classe 27e dans le slalom géant.
En 1977, il est sacré Champion de France de slalom à Peyresourde/Agudes.
Ç'est en décembre 1978 qu'il obtient son meilleur résultat en Coupe du monde, en prenant la 5e place du slalom de Kranjska Gora. Il est à nouveau sacré Champion de France en 1979, mais cette fois-ci en slalom géant à Auron.
En slalom, sa technique préfigure celles qui seront employées sur les tracés à piquets articulés alors qu'à son époque les piquets sont toujours en bois.
Le 28 septembre 1984, on le retrouve mort en bas d'une barre rocheuse, près du lac de Bissorte sur la commune d'Orelle.

## Palmarès

### Jeux olympiques
| Épreuve / Édition | Slalom géant | Slalom  |
| JO 1976 Innsbrück | 27e          | Abandon |

### Championnats du monde
| Épreuve / Édition      | Slalom  |
| Mondiaux 1978 Garmisch | Abandon |

### Coupe du monde
- Meilleur classement général : 63e en 1976.
- Meilleur classement de slalom : 27e en 1976.

- Meilleur résultat sur une épreuve de slalom : 5e à Kranjska Gora en décembre 1978

- Autres top-15 en slalom (non exhaustif) :
  - 10e à Garmisch-Partenkirchen en janvier 1976
  - 12e à Kitzbühel en janvier 1978
  - 13e à Crans Montana en janvier 1979
  - 14e à Aspen en mars 1976

#### Classements
| Saison / Épreuve | Saison / Épreuve | Général | Général | Descente | Descente | Slalom géant | Slalom géant | Slalom | Slalom | Combiné | Combiné |
| ---------------- | ---------------- | ------- | ------- | -------- | -------- | ------------ | ------------ | ------ | ------ | ------- | ------- |
| Saison / Épreuve | Saison / Épreuve | Class.  | Points  | Class.   | Points   | Class.       | Points       | Class. | Points | Class.  | Points  |
| 1975-1976        | 1975-1976        | 63e     | 1       | -        | -        | -            | -            | 27e    | 1      | -       | -       |
| 1978-1979        | 1978-1979        | 75e     | 8       | -        | -        | -            | -            | 33e    | 8      | -       | -       |

### Universiade
| Épreuve / Édition        | Slalom | Combiné |
| Universiade 1975 Livigno | Or     | Argent  |

### Championnats de France

#### Élite
| Édition / Epreuve                              | Descente | Slalom géant | Slalom | Combiné |
| ---------------------------------------------- | -------- | ------------ | ------ | ------- |
| Championnats 1975 Auron / Isola 2000 / Valberg | -        | Bronze       | Ab     | -       |
| Championnats 1977 Peyresourde/Agudes           |          |              | Or     |         |
| Championnats 1979 Auron / Isola 2000 / Valberg |          | Or           |        |         |